# Earth and Fire (album)
Earth and Fire is het debuutalbum van de Nederlandse rockgroep Earth & Fire. Het album kon worden opgenomen in de GTB Studio in Den Haag vanwege het succes van de singles. De band was achteraf niet tevreden over het uiteindelijke resultaat. Alles moest veel te snel in hun ogen. Toch mocht het album zich verheugen in een redelijke belangstelling. Het album verkocht ook redelijk in Japan (er kwam een vroege cd-persing uit Japan). Tijdens de opnamen vond een wisseling van drummer plaats, Kalis ging verder in het onderwijs. Willem van Kooten (toen diskjockey) had een substantiële bijdrage; hij en zijn productiemaatschappij Red Bullet begeleidden de uitgave van het album en singles. 
De platenhoes ging open als een papieren houder van lucifers met strijkvlak.

## Musici
- Jerney Kaagman: zang
- Chris Koerts: sologitaar
- Gerard Koerts: slaggitaar, toetsen
- Hans Ziech: basgitaar
- Cees Kalis, Ton van der Kleij: drums

## Muziek
| Nr. | Titel                                           | Duur |
| --- | ----------------------------------------------- | ---- |
| 1.  | Wild and exciting (Chris Koerts, Gerard Koerts) | 4:32 |
| 2.  | Twilight dreamer (Chris Koerts)                 | 4:20 |
| 3.  | Ruby is the one (Chris Koerts)                  | 3:30 |
| 4.  | You know the way (Gerard Koerts)                | 3:52 |
| 5.  | Vivid shady land (Chris Koerts)                 | 4;16 |
| 6.  | 21st Century show (Chris Koerts)                | 4;18 |
| 7.  | Seasons (George Kooymans)                       | 4:17 |
| 8.  | Love quiver (Chris Koerts, Gerard Koerts)       | 7:39 |
| 9.  | What’s your name (Chris Koerts, Gerard Koerts)  | 3:37 |
| 10. | Hazy paradise (bonusmateriaal)                  |      |
| 11. | Mechanical lover (bonusmateriaal)               |      |

De elpee moest omgedraaid worden na track 5. Tracks 10 en 11 waren B-kanten van singles en kwamen niet op het originele album voor en ook niet op de eerste persingen op compact disc.

## Singles
- "Seasons"/"Hazy paradise"
- "Ruby is the one"/"Mechanical lover"
- "Wild and exciting"/"Vivid shady land"